# Heinrich Möller (Generalsuperintendent)
Heinrich Georg Möller (* 9. Mai 1864 in Neukirchen im Schwalm-Eder-Kreis; † 24. Februar 1939 in Kassel) war ein  deutscher evangelischer Theologe  und bildete als Landesoberpfarrer gemeinsam mit dem Präsidenten des Landeskirchenamtes die Kirchenregierung der Evangelischen Landeskirche in Hessen-Kassel.

## Leben
Heinrich Möller wurde als Sohn des Johannes Möller (1836–1875) und dessen Ehefrau Wilhelmine Hickmann (1844–1930) geboren.
Am 14. September 1898  heiratete er Selma Oppermann (1869–1959), mit der er die Tochter Elisabeth (1899–1980) hatte.
Während der Zeit seines Wirkens als evangelischer Theologie war die  Evangelische Landeskirche in Hessen-Kassel  in drei Sprengel geteilt: der reformierte im Norden, der lutherische in Marburg und Umgebung sowie der unierte im Süden des Landes.
An deren Spitze standen die vor dem Ersten Weltkrieg gewählten Generalsuperintendenten Otto Dettmering,  Carl Fuchs und Heinrich Möller, der als dienstältester Generalsuperintendent (Landespfarrer) vom Landeskirchentag zum Landesoberpfarrer gewählt wurde. Er vertrat als  primus inter pares dieses Dreiergremium nach außen. So war die Landeskirche einerseits ein loser Bund dreier konfessionell unterschiedlicher Kirchengemeinschaften, andererseits hatte sie einen leitenden Geistlichen, eine gemeinsame Verwaltung sowie eine gemeinsame Synode.
Von 1924 bis September 1933, als Möller wegen des Kirchenkampfes zurücktrat, war er als Landesoberpfarrer der Evangelischen Landeskirche von Hessen-Kassel der höchste Geistliche und bildete gemeinsam mit dem Präsidenten des Landeskirchenamtes Karl Bähr die Kirchenregierung der Evangelischen Landeskirche in Hessen-Kassel.
In dieser Eigenschaft unterzeichneten sie am 11. Mai 1931 den Vertrag des Freistaates Preußen mit den evangelischen Landeskirchen in Deutschland.
Nach der Machtergreifung der Nationalsozialisten veröffentlichte Möller im April 1933 ein Hirtenwort an die Gemeinden...Nach Jahren der Not und der Trauer erhebt sich unser Volk zur Befreiung aus den Banden eines knechtischen selbstsüchtigen zwieträchtigen Gottlosengeistes zum entschlossenen Aufbau eines neuen Deutschlands....
Dabei musst festgestellt werden, dass in Hessen Hitlers Machtergreifung durchaus begrüßt wurde. Dies kommt u. a. durch den Marsch der Kasseler Pfarrer am 1. Mai 1933 und den Beitritt zahlreicher Pfarrer in die NSDAP zum Ausdruck.